# Ma Teng
Ma Teng (?-212) foi um senhor da guerra e governante de Xi Liang, pai de Ma Chao.
Em 202, Cao Cao estava guerreando contra Yuan Shang. Guo Shang, oficial de Yuan e Zhang Ji, oficial de Cao Cao ambos conjuntamente, enviaram mensageiros a Ma Teng para o pedir apoio. Ma Teng estava indeciso em primeiro lugar em que lado da batalha apoiar. No final, Fu Gan e Zhang Ji convenceu-o para ajudar ao lado de Cao Cao. Ma Teng enviou seu filho Ma Chao e Pang De para lutar com Zhang Ji.
Zhang Ji convenceu Ma Teng anos depois a aceitar uma posição e servir a Cao Cao. Ele foi nomeado ministro da Guarda. Era considerada uma posição que significava, na prática, pouco.
Serviu alguns anos a Cao Cao mesmo não estando contente e querendo se revoltar. Ma Chao, assumiu a posição de seu pai como chefe militar. Quando Ma Chao se revoltou em 212, seu pai já tinha sido executado por Cao Cao.